# Пьемонт
Пьемо́нт (итал. Piemonte [pjeˈmonte]; пьем. , окс. и франкопров. Piemont [pje’munt]; валлис. Piemont [pjemont]; фр. Piémont [pje.mɔ̃]) — область на северо-западе Италии, ранее княжество в северной Италии. 
Административный центр области — город Турин. Самая западная и вторая по площади область Италии, шестая по населению, вторая по количеству коммун. Название «Пьемонт» означает «подножье гор» (имеются в виду Альпы, в другом источнике, горами: Пеннинскими, Грайскими, Коттийскими, Приморскими и Лигурийскими Альпами) и впервые упоминается в XIII веке. В литературе встречается название Пиемонт.

## Физико-географическая характеристика
На западе граничит с Францией (регионы Овернь — Рона — Альпы и Прованс — Альпы — Лазурный Берег), на северо-западе с областью Валле-д’Аоста, на севере со Швейцарией (кантоны Вале и Тичино), на востоке с областью Ломбардия, на юго-востоке с областью Эмилия-Романья (протяжённость менее 8 км) и на юге с областью Лигурия.
Пьемонт окружён с трёх сторон хребтами Альпийских гор, включая Монте-Визо, где берёт начало река По, и Монте-Роза. Он граничит с Францией и Швейцарией, а также итальянскими областями Ломбардия, Лигурия, Эмилия-Романья и Валле-д’Аоста. 7,6 % территории области занимают особо охраняемые природные территории — 56 различных национальных парков, в том числе Валь-Гранде, Гран-Парадизо.

## История
Княжество Пьемонт, некогда принадлежавшее графам Сузы, в XI веке перешло к династии графов Савойских с резиденцией в Шамбери (ныне территория Франции). С XIII века до 1418 года княжеством управляла особая линия Савойского владетельного дома, возведённая императором Генрихом VII в княжеское достоинство. С указанным княжеством в регионе сосуществовали относительно мелкие государства — маркграфства Салуццо и Монферрат (где правил греческий род Палеологов), а также вольные города Алессандрия и Асти Германо-римской империи. 
В 1416 году статус Савойско-Пьемонтского государства был повышен с графства до герцогства, а в 1563 году герцог Эммануил Филиберт, заметно расширив границы своих владений, перенёс постоянную резиденцию и двор из Шамбери в Турин. В 1720 году герцог объявил себя королём Сардинии.
При Наполеоне (в 1802—1814 годах) Пьемонт входил в состав Французской империи. С 1820-х годов — одна из наиболее развитых в экономическом отношении областей Италии. Буржуазия и обуржуазившееся дворянство Пьемонта играли значительную роль в итальянском национально-освободительном движении XIX века, являясь ведущей силой буржуазной революции 1821 года, активно участвуя в революционных событиях 1848—1849 годов. Вокруг Сардинского королевства (фактически вокруг Пьемонта) в 1859—1860 годах произошло объединение Италии.
Во время Второй мировой войны Пьемонт в сентябре 1943 года был оккупирован немецкими войсками, но вскоре стал одним из важнейших центров Движения Сопротивления. Освобождён в основном силами Сопротивления в апреле 1945 года.

## Население и язык
Жители Пьемонта традиционно рассматривают себя как отдельную этническую группу или подгруппу (субэтнос), отличающуюся от других итальянцев (и от других французов, если говорить о французской части Пьемонта). Пьемонтский язык считается самостоятельным языком, а не диалектом итальянского; на нём существует небольшая по объёму литература и, в частности, поэзия. Между итальянской и французской версиями «пьемонтезе» (то есть пьемонтского языка) существуют небольшие различия. Вместе с тем основной язык, используемый в Пьемонте, это всё-таки итальянский (а к западу от итало-французской границы, соответственно, французский). Сепаратистские настроения в Пьемонте невелики, но националистические группы существуют и, по некоторым оценкам, их влияние за последние десятилетия XX века усилилось.

## Административное деление
С 1 января 1948 года согласно ст. 131 Конституции, Пьемонт является итальянской областью с обычным уставом, но только благодаря закону 281 от 1970 года его функции были введены в действие.
Пьемонт разделён на 7 провинций и 1 метрополитенский город:
| № | Провинции и метрополитенский город | Число коммун | Площадь (км²) | Население (чел.) 31.12.2020 | Плотность (чел./км²) |
| - | ---------------------------------- | ------------ | ------------- | --------------------------- | -------------------- |
| 1 | Алессандрия                        | 187          | 3559          | 411 922                     | 115,7                |
| 2 | Асти                               | 118          | 1515          | 209 648                     | 138,8                |
| 3 | Бьелла                             | 74           | 914           | 171 838                     | 188,2                |
| 4 | Кунео                              | 247          | 6902          | 582 358                     | 84,5                 |
| 5 | Новара                             | 87           | 1339          | 362 199                     | 270,2                |
| 6 | Турин                              | 312          | 6829          | 2 212 996                   | 324,2                |
| 7 | Вербано-Кузьо-Оссола               | 74           | 2256          | 155 065                     | 68,6                 |
| 8 | Верчелли                           | 82           | 2088          | 167 189                     | 80,3                 |
|   | всего                              | 1181         | 25387         | 4 273 210                   | 168,3                |

## Экономика
Пьемонт является частью европейского региона Альпы-Средиземноморье и альпийского макрорегиона. Обеспечивая около 10 % общеитальянского экспорта, Пьемонт занимает пятое место среди регионов Италии как по объёму экспорта, так и  по объёму ВВП[когда?]. ВВП на душу населения превышает средний уровень по стране. По данным за 2008 год ВВП Пьемонта составляет 27 млрд евро (то есть 8,1 % от ВВП Италии), а ВВП на душу населения — 28,8 тыс. евро.
Важные отрасли экономики — сельское хозяйство (виноделие, злаки, картофель, овощи, фрукты, корма), автомобильная промышленность (заводы концерна Fiat, выпускающие легковые автомобили марок Fiat и Lancia, расположены в Турине), химическая, текстильная, пищевая (1-е место по производству шоколада в Италии), электротехническая, туризм.

Италия находилась на одном из первых мест в мире по производству пишущих и счётных машин и другого конторского оборудования. Это производство было сосредоточено в основном на заводах компании Olivetti в пьемонтском городе Иврея. 

### Виноделие
Пьемонтский винодельческий регион интересен своим предальпийским терруаром. Основная зона виноделия — район городов Альба и Асти. Виноградники Ланге, Роэро и Монферрата настолько живописны, что признаны ЮНЕСКО в качестве памятника Всемирного наследия.
Наиболее долговечными, элитными из пьемонтских вин считаются бароло и барбареско — сухие красные вина из винограда сорта неббиоло. Красные вина попроще (более мягкие и кислотные, с меньшим содержанием танинов) вырабатываются из местного сорта барбера. Красные вина на основе винограда дольчетто употребляются молодыми. 
Асти — самый крупный по объёмам производимого вина итальянский аппелласьон — сосредоточен в районе города Канелли. С конца XIX века из белого муската здесь производят игристые вина Asti Spumante и Moscato d'Asti, которые ввиду невысокой стоимости экспортируются во многие страны мира. То же самое можно сказать и о тихих белых винах из Гави близ границы с Лигурией.

## Памятники Всемирного наследия
- Дворцы Савойского дома (1997)
- Сакри-Монти (2003) — характерные для Пьемонта «святые горы»
- Виноградники Ланге, Роэро и Монферрата (2014)